# Guldtuben 2017
Guldtuben 2017 var den fjärde Guldtubengalan och arrangerades av Splay Networks. Galan ägde rum 3 juni 2017 och sändes på Youtube med Nour El Refai och Hampus Hedström som programledare.
Innan galan så hade tittarna möjligheten att välja ut de nominerade på Guldtubens webbplats. När de nominerade hade utsetts så fick tittarna även rösta fram vinnaren på Guldtubens webbplats.

## Vinnare och nominerade

### Personer, kanaler och profiler
| Årets humor - IJustWantToBeCool - Hampus Hedström - Keyyo - Lakidoris - Random Making Movies | Årets vloggare - Therése Lindgren - Jocke & Jonna - Random Making Movies - Thomas Sekelius - Vlad Reiser       | Årets stjärnskott - JLC - Amanda Lundgren - Amir Akrouti - Let's Feast - Theoz                        | Årets action - Dumbass Productions - Felkan - Rackartygarna - Skill Twins - Xtr3m3 Flip3rs      | Årets gamer - SampeV2 - DualDGaming - GGFrolle - Kimmy POWER - STAMSITE                            |
| Årets löfte - Sigge O - Jennifer Bratt - Joy J - Mapadax - Viktoria Harrysson                | Årets Youtuber - Jocke & Jonna - IJustWantToBeCool - Therése Lindgren - Thomas Sekelius - Random Making Movies | Årets Snapchat - Danjalxclusive - Amanda Edmundsson - Bente Schramm - Joakim Lundell - Tova Helgesson | Årets Instagram - Lucas Simonsson - Carl Déman - Filip Dikmen - Jonas Fagerström - Språkföralla | Årets Facebook - Lucas Simonsson - Carl Déman - Jacques Thomas Oscar - Språkföralla - Tom & Petter |

### Program och serier
| Årets video - Spökjakt \| Frammegården av Jocke & Jonna - 1 år av träning! av Zaitr0s - Fotbolls-EM 2016 på skånska av Skånska Dubbningar - Mamsen prankar - Gör Kammis rum rosa av Anja Rosenskjold - Till Anders av Therése Lindgren                                                                      | Årets serie - Spökjakt av Jocke & Jonna - Felix Recenserar av MonteFjanton - Gissar Youtubers av El Chilli och Mattesmush - Jonas Testar av Random Making Movies - Nordic Hillbillies av Jokemock                                                                                       |
| Årets collab - Sant eller falskt?! av Keyyo och Therése Lindgren - Gissar Youtubers! av El Chilli och Mattesmush - Lip Twister Challenge av Therése Lindgren och Malin Forsberg - Pistolen mot huvudet av Jocke & Jonna och Let's Feast - Tidernas bästa collab \| Quest för Guldtuben 2017 av MonteFjanton | Årets musikklipp - All I Need (Official Music Video) av Jocke & Jonna ft. Arrhult - Dicks Out For Harambe - Backstreet Boys Edition av Random Making Movies - Living In A Dance Machine av MonteFjanton - Swedish Fika av Go Royal - Tease (Official Music Video) av Manfred Erlandsson |

### Årets budskap
- Daniel Holmström